# Iseki
Iseki & Co., Ltd. (井関農機株式会社 Iseki Nōki Kabushiki-Gaisha) er en japansk producent af jordbrugsmaskiner. De producerer traktorer, mejetærskere, risplantere, plæneklippere og fræsere. Desuden fremstiller de forskellige maskindele og dieselmotorer.
Virksomheden blev grundlagt i 1926 som Iseki Farm Implement Trading Co. (井関農具商会 Iseki Nōgu Shōkai) i Matsuyama, Ehime-præfekturet.